# Code de procédure civile de la Nouvelle-Calédonie
Pour les autres articles nationaux ou selon les autres juridictions, voir Code de procédure civile.
Le Code de procédure civile de la Nouvelle-Calédonie définit la procédure civile de la Nouvelle-Calédonie. 

## Promulgations
Par délibération n°118/CP du 26 mai 2003, la commission permanente du Congrès de la Nouvelle-Calédonie a institué le livre premier et le titre IV du livre deuxième du code de procédure civile de la Nouvelle-Calédonie (Journal officiel de la Nouvelle-Calédonie, 12 juin 2003, page 2986).